# Lithocystis foliacea
Lithocystis foliacea is een soort in de taxonomische indeling van de Myzozoa, een stam van microscopische parasitaire dieren. Het organisme komt uit het geslacht Lithocystis en behoort tot de familie Urosporidae. Lithocystis foliacea werd in 1915 ontdekt door Pixell-Goodrich.